# Hankovce (Humenné)
Hankovce (in ungherese Jánosvágása, in tedesco Hinzendorf o Hansshau) è un comune della Slovacchia facente parte del distretto di Humenné, nella regione di Prešov.
Hankovce viene citato per la prima volta, in un documento ungherese, nel 1567 come località in cui vigeva il diritto germanico. All'epoca costituiva un possedimento della Signoria di Humenné. Nel XVIII secolo appartenne ai Drawetzky e ai Csáky. Nel XIX secolo venne ereditato dai potenti latifondisti Andrássy.
Il nome del villaggio deriva da quello di un certo Hank o Hans, uno sculteto che insediò nella località coloni di lingua tedesca.